# Охтирський міський краєзнавчий музей
Охтирський міський краєзнавчий музей — краєзнавчий музей у місті Охтирці на Сумщині. В закладі наявне зібрання матеріалів з природи, історії, культури та персоналій міста.

## Загальні та історичні відомості
Охтирський міський краєзнавчий музей знаходиться на головній вулиці міста в історичній будівлі.
Музей працює як самостійний міський краєзнавчий музей, починаючи від 1995 року.
Директор музею — Міщенко Людмила Володимирівна.

### Сьогодення

Будівля музею суттєво постраждала в ході російського вторгнення. 8 березня 2022 року внаслідок авіаційного бомбардування центральної частини міста було понівечено стіни, зруйновано дах та вибито вікна.

## Фонди і діяльність
Фонди Охтирського міського краєзнавчого музею нараховують 9 815 музейних предметів.
У музеї працює три постійні експозиції та виставкова зала:
- «Фауна Охтирських лісів» — знайомить з природними багатствами Охтирського краю;
- «Історія Охтирки» — зібрання матеріалів, свідчень, предметів, що розповідають про історичний розвиток міста;
- «Наш край в роки Другої Світової Війни».

Серед експонатів, які містяться у зібранні музею, варто виокремити такі цікаві експонати:
- особисті речі письменника-земляка І. П. Багряного;
- речі старовини, фото, книги на історичну тематику: Филарет «Историко-статистическое описание Харьковской Епархии», «Нобелевские лауреаты Слобожанщины», именной указатель «Харьковское губернское депутатское собрание 1786—1919», «Записки русского офицера, бывшего в плену у турок 1828—1829»;
- книги про визволення України від фашистських загарбників;
- театральні костюми аматорів сцени тощо.

Для відвідувачів музею та міста співробітниками закладу розроблені й представлені такі екскурсійні маршрути музеєм та Охтиркою:
- «Вулиця Незалежності — скарбниця минулого»;
- «Охтирка — місто козацької слави»;
- «Золоте намисто Охтирщини»;
- «Охтирка літературно-мистецька»;
- «Друга світова війна — героїчна сторінка історії міста»;
- «Економіка Охтирки. Підприємства та організації»;
- «Історичними стежками Слобожанщини»;
- «Духовні святині Охтирщини»;
- «Мальовнича Охтирщина»;
- «Давніми стежками скіфського Гелону»;
- «Охтирськими стежками великого Сковороди».